# 人民群眾
人民群眾為共產黨及馬克思主義論述常使用的基本概念，突顯指阶级社会中从事生产的劳动群众和劳动知识分子的主體性角色。在中國近代革命歷史上，中國共產黨以人民群眾一詞來塑造政治性的主體意識，將共產黨和人民群眾劃為正義的一方，而國民黨和土豪劣紳等劃為非正義的一方。